# Méthode de reproduction
 (mai 2015).
Si vous disposez d'ouvrages ou d'articles de référence ou si vous connaissez des sites web de qualité traitant du thème abordé ici, merci de compléter l'article en donnant les références utiles à sa vérifiabilité et en les liant à la section « Notes et références ».
Les méthodes de reproduction sont, en zootechnie, des techniques d'élevage appliquées à la conduite de la  reproduction des animaux, plus particulièrement au choix des reproducteurs et à l'organisation des accouplements. On ne doit pas les confondre avec les techniques de reproduction qui sont les techniques mises en œuvre pour assurer la reproduction (monte naturelle, insémination artificielle, synchronisation des chaleurs, transplantation embryonnaire).
Les méthodes de reproduction sont :
- la conduite des accouplements en race pure ;
- les croisements (de première génération, de 2e génération) ;
- le métissage.